# Grottobaai
Grottobaai is een dorp in de Zuid-Afrikaanse provincie West-Kaap. Grottobaai behoort tot de gemeente Swartland dat onderdeel van het district Weskus is.